# Лука Лочошвілі
Лука Лочошвілі (груз. ლუკა ლოჩოშვილი, нар. 29 травня 1998, Тбілісі) — грузинський футболіст, захисник італійського «Кремонезе» та збірної Грузії.

## Клубна кар'єра
Народився 29 травня 1998 року в Тбілісі, Грузія. Вихованець академії тбіліського «Динамо». 18 листопада 2016 року дебютував у першій команді в матчі чемпіонату проти «Локомотива» (Тбілісі) (4:0) і до кінця року зіграв у 5 матчах. У сезоні 2017 року став стабільно грати на позиції центрального захисника і був названий одним з головних талантів грузинського гранда. Виступав за команду в Юнацькій лізі УЄФА.
30 серпня 2017 року на офіційному сайті футбольного клубу «Динамо» (Тбілісі) з'явилось повідомлення про перехід 19-річного грузинського захисника до складу київського «Динамо». Втім так і не зігравши жодного матчу за першу команду 20 березня 2018 року він повернувся до «Динамо» (Тбілісі) на правах оренди, провівши у команді увесь рік і ставши віце-чемпіоном країни, після чого 7 лютого 2019 року також на правах оренди був відправлений до словацької «Жиліни».

## Статистика виступів

### Статистика клубних виступів
| Клуб               | Сезон   | Чемпіонат | Чемпіонат | Кубок | Кубок | Інші змагання | Інші змагання | Інші змагання | Загалом | Загалом |
| Клуб               | Сезон   | Ігор      | Голів     | Ігор  | Голів | Змагання      | Ігор          | Голів         | Ігор    | Голів   |
| ------------------ | ------- | --------- | --------- | ----- | ----- | ------------- | ------------- | ------------- | ------- | ------- |
| «Динамо» (Тбілісі) |         |           |           |       |       |               |               |               |         |         |
| 2016               | 5       | 0         | 1         | 0     |       | 0             | 0             | 6             | 0       |         |
| 2017               | 17      | 1         | 1         | 0     | ЮЛ    | 2             | 0             | 20            | 1       |         |
| Загалом            | Загалом | 22        | 1         | 2     | 1     |               | 2             | 0             | 26      | 1       |

### Статистика виступів за збірну

#### Юнацька збірна Грузії (U-17) з футболу
class="wikitable" style="font-size: 95 %"
| № | Дата            | Суперник          | Рахунок | Голи |
| 1 | 26 жовтня 2014  | Ліхтенштейн       | 3:0     | —    |
| 2 | 28 жовтня 2014  | Естонія           | 2:1     | —    |
| 3 | 30 жовтня 2014  | Польща            | 0:1     | —    |
| 4 | 12 березня 2015 | Нідерланди        | 0:2     | —    |
| 5 | 14 березня 2015 | Бельгія           | 0:4     | —    |
| 6 | 17 березня 2015 | Північна Ірландія | 4:2     | —    |

#### Юнацька збірна Грузії (U-19) з футболу
class="wikitable" style="font-size: 95 %"
| № | Дата              | Суперник | Рахунок | Голи |
| 1 | 17 листопада 2015 | Австрія  | 0:0     | —    |
| 2 | 24 березня 2016   | Англія   | 1:2     | —    |
| 3 | 26 березня 2016   | Іспанія  | 1:1     | —    |
| 4 | 29 березня 2016   | Греція   | 1:2     | —    |